# 弗兰克·鲍德温·朱伊特
弗兰克·鲍德温·朱伊特（/ˈdʒuːɪt/，1879年9月5日—1949年11月18日）是一位美国物理学家和工程师，首任贝尔实验室主任，1939至1947年间曾担任美国国家科学院主席。